# Virginia Black Whiskey
Virginia Black — марка американского бурбона.

## История
Virginia Black — это совместная работа Брента Хокинга и Дрейка. Она распространяется в США компанией Proximo Spirits и доступна в Канаде, Великобритании, Гане, Кении, Руанде, Танзании, Занзибаре, Бурунди, Уганде и Объединенных Арабских Эмиратах. Она также доступна в Австралии It is also available in Australia. 
«Вирджиния Блэк» попала в заголовки газет благодаря своему рекордному дебюту в Управлении по контролю за алкоголем Онтарио (LCBO) в Онтарио. В день выпуска «Вирджиния Блэк» было продано рекордное количество бутылок — 1779, а за первую неделю — 4650. За первый год было продано 30 000 ящиков

## Производство
«Вирджиния Блэк» — это «лично отобранная коллекция бурбонов двух-, трёх- и четырёхлетней выдержки, в которых высокое содержание ржи сочетается с изысканным вкусом». Крепкость 40% (80 градусов)